# Михайлівська сільська територіальна громада (Полтавська область)
Михайлівська сільська громада — об'єднана територіальна громада в Україні, в Полтавському районі Полтавської області. Адміністративний центр — село Михайлівка.
Площа громади — 444,33 км², населення — 6082 мешканці (2018).Утворена 14 серпня 2017 року шляхом об'єднання Андріївської, Коновалівської, Кустолово-Суходільської, Малонехворощанської, Михайлівської, Павлівської та Ряськівської сільських рад Машівського району.

## Населені пункти
До складу громади входять 14 сіл: Андріївка, Грабівщина, Гуляйстеп, Жирківка, Коновалівка, Красногірка, Кустолово-Суходілка, Любимівка, Мала Нехвороща, Михайлівка, Павлівка, Ряське, Свистунівка та Усть-Лип'янка.